# Draft NBA 2007
Il Draft NBA 2007 si è svolto il 28 giugno 2007 al Madison Square Garden di New York. In questa occasione, viene scelto col nº 18 il cestista italiano Marco Belinelli, primo europeo del Draft 2007, dopo l'exploit del connazionale Andrea Bargnani col nº 1 dell'anno precedente. Da segnalare anche la scelta di un all timer quale Kevin Durant da parte dei Seattle SuperSonics.

## Giocatori scelti al 1º giro
|   | Indica un giocatore che è stato selezionato per almeno un All-Star Game ed è inserito in un All-NBA Team |
|   | Indica un giocatore che è stato selezionato per almeno un All-Star Game                                  |
| * | Indica il giocatore che ha vinto il titolo di Rookie of the Year                                         |
| G | Indica un giocatore che ha vinto il titolo di NBA Most Valuable Player Award                             |
|   | Indica un giocatore che non ha mai giocato una partita in NBA                                            |

| Scelta | Giocatore               | Nazionalità          | Squadra NBA                               | Scuola/ex squadra                |
| ------ | ----------------------- | -------------------- | ----------------------------------------- | -------------------------------- |
| 1      | Greg Oden (C)           | Stati Uniti          | Portland Trail Blazers                    | Ohio State                       |
| 2      | Kevin Durant * (SF/PF)  | Stati Uniti          | Seattle SuperSonics                       | Texas                            |
| 3      | Al Horford (PF/C)       | Rep. Dominicana      | Atlanta Hawks                             | Florida                          |
| 4      | Mike Conley (PG)        | Stati Uniti          | Memphis Grizzlies                         | Ohio State                       |
| 5      | Jeff Green (SF/PF)      | Stati Uniti          | Boston Celtics (ceduto a Seattle)         | Georgetown                       |
| 6      | Yi Jianlian (PF/C)      | Cina                 | Milwaukee Bucks                           | Guangdong Southern Tigers (Cina) |
| 7      | Corey Brewer (SF)       | Stati Uniti          | Minnesota Timberwolves                    | Florida                          |
| 8      | Brandan Wright (PF)     | Stati Uniti          | Charlotte Bobcats (ceduto a Golden State) | North Carolina                   |
| 9      | Joakim Noah (PF/C)      | Francia/ Stati Uniti | Chicago Bulls                             | Florida                          |
| 10     | Spencer Hawes (C)       | Stati Uniti          | Sacramento Kings                          | Washington                       |
| 11     | Acie Law (PG)           | Stati Uniti          | Atlanta Hawks                             | Texas A&M                        |
| 12     | Thaddeus Young (SF)     | Stati Uniti          | Philadelphia 76ers                        | Georgia Tech                     |
| 13     | Julian Wright (SF/PF)   | Stati Uniti          | New Orleans Hornets                       | Kansas                           |
| 14     | Al Thornton (SF/PF)     | Stati Uniti          | Los Angeles Clippers                      | Florida State                    |
| 15     | Rodney Stuckey (PG/SG)  | Stati Uniti          | Detroit Pistons                           | Eastern Washington               |
| 16     | Nick Young (SG/SF)      | Stati Uniti          | Washington Wizards                        | Southern California              |
| 17     | Sean Williams (PF)      | Stati Uniti          | New Jersey Nets                           | Boston College                   |
| 18     | Marco Belinelli (SG)    | Italia               | Golden State Warriors                     | Fortitudo Bologna (Italia)       |
| 19     | Javaris Crittenton (PG) | Stati Uniti          | Los Angeles Lakers                        | Georgia Tech                     |
| 20     | Jason Smith (PF)        | Stati Uniti          | Miami Heat (ceduto a Philadelphia)        | Colorado State                   |
| 21     | Daequan Cook (SG)       | Stati Uniti          | Philadelphia 76ers (ceduto a Miami)       | Ohio State                       |
| 22     | Jared Dudley (SF/PF)    | Stati Uniti          | Charlotte Bobcats                         | Boston College                   |
| 23     | Wilson Chandler (SF)    | Stati Uniti          | New York Knicks                           | DePaul                           |
| 24     | Rudy Fernández (SG)     | Spagna               | Phoenix Suns (ceduto a Portland)          | Joventut Badalona (Spagna)       |
| 25     | Morris Almond (SG/SF)   | Stati Uniti          | Utah Jazz                                 | Rice                             |
| 26     | Aaron Brooks (PG)       | Stati Uniti          | Houston Rockets                           | Oregon                           |
| 27     | Arron Afflalo (SG)      | Stati Uniti          | Detroit Pistons                           | UCLA                             |
| 28     | Tiago Splitter (PF/C)   | Brasile              | San Antonio Spurs                         | TAU Vitoria (Spagna)             |
| 29     | Alando Tucker (SF)      | Stati Uniti          | Phoenix Suns                              | Wisconsin                        |
| 30     | Petteri Koponen (PG)    | Finlandia            | Philadelphia 76ers (ceduto a Portland)    | Tapiolan Honka (Finlandia)       |

## Giocatori scelti al 2º giro
| Scelta | Giocatore                | Nazionalità                  | Squadra NBA                                    | Scuola/ex squadra             |
| ------ | ------------------------ | ---------------------------- | ---------------------------------------------- | ----------------------------- |
| 31     | Carl Landry (PF)         | Stati Uniti                  | Seattle SuperSonics (ceduto a Houston)         | Purdue                        |
| 32     | Gabe Pruitt (PG/SG)      | Stati Uniti                  | Boston Celtics                                 | Southern California           |
| 33     | Marcus E. Williams (SG)  | Stati Uniti                  | San Antonio Spurs                              | Arizona                       |
| 34     | Nick Fazekas (PF/C)      | Stati Uniti                  | Dallas Mavericks                               | Nevada-Reno                   |
| 35     | Glen Davis (PF)          | Stati Uniti                  | Seattle SuperSonics (ceduto a Boston)          | Louisiana State               |
| 36     | Jermareo Davidson (PF/C) | Stati Uniti                  | Golden State Warriors (ceduto a Charlotte)     | Alabama                       |
| 37     | Josh McRoberts (PF)      | Stati Uniti                  | Portland Trail Blazers                         | Duke                          |
| 38     | Kyrylo Fesenko (C)       | Ucraina                      | Philadelphia 76ers (ceduto a Utah)             | SK Cherkassy (Ucraina)        |
| 39     | Stanko Barać (C)         | Croazia                      | Miami Heat (ceduto a Indiana)                  | Široki (Bosnia ed Erzegovina) |
| 40     | Sun Yue (PG)             | Cina                         | Los Angeles Lakers                             | Beijing Olympians (Cina)      |
| 41     | Chris Richard (PF)       | Stati Uniti                  | Minnesota Timberwolves                         | Florida                       |
| 42     | Derrick Byars (SF)       | Stati Uniti                  | Portland Trail Blazers (ceduto a Philadelphia) | Vanderbilt                    |
| 43     | Adam Haluska (SG)        | Stati Uniti                  | New Orleans Hornets                            | Iowa                          |
| 44     | Reyshawn Terry (SF)      | Stati Uniti                  | Orlando Magic (ceduto a Dallas)                | North Carolina                |
| 45     | Jared Jordan (PG)        | Stati Uniti                  | Los Angeles Clippers                           | Marist                        |
| 46     | Stéphane Lasme (PF)      | Gabon                        | Golden State Warriors                          | Massachusetts                 |
| 47     | Dominic McGuire (SF)     | Stati Uniti                  | Washington Wizards                             | Fresno State                  |
| 48     | Marc Gasol (C)           | Spagna                       | Los Angeles Lakers                             | Akasvayu Girona (Spagna)      |
| 49     | Aaron Gray (C)           | Stati Uniti                  | Chicago Bulls                                  | Pittsburgh                    |
| 50     | Renaldas Seibutis (SG)   | Lituania                     | Dallas Mavericks                               | Maroussi (Grecia)             |
| 51     | JamesOn Curry (SG)       | Stati Uniti                  | Chicago Bulls                                  | Oklahoma State                |
| 52     | Taurean Green (PG)       | Stati Uniti                  | Portland Trail Blazers                         | Florida                       |
| 53     | Demetris Nichols (SF)    | Stati Uniti                  | Portland Trail Blazers (ceduto a New York)     | Syracuse                      |
| 54     | Brad Newley (SG)         | Australia                    | Houston Rockets                                | Adelaide 36ers (Australia)    |
| 55     | Herbert Hill (PF/C)      | Stati Uniti                  | Utah Jazz (ceduto a Philadelphia)              | Providence                    |
| 56     | Ramon Sessions (PG)      | Stati Uniti                  | Milwaukee Bucks                                | Nevada-Reno                   |
| 57     | Sammy Mejía (PG)         | Stati Uniti/ Rep. Dominicana | Detroit Pistons                                | DePaul                        |
| 58     | Giōrgos Printezīs (SF)   | Grecia                       | San Antonio Spurs (ceduto a Toronto)           | Olympia Larissa (Grecia)      |
| 59     | D.J. Strawberry (SG)     | Stati Uniti                  | Phoenix Suns                                   | Maryland                      |
| 60     | Milovan Raković (C)      | Serbia                       | Dallas Mavericks (ceduto a Orlando)            | Mega Ishrana (Serbia)         |

* Nota: PG = Playmaker; SG = Guardia; SF = Ala piccola; PF = Ala grande; C = Centro